# Gnanapragasam Anthonypillai
Gnanapragasam Anthonypillai (* 12. Juli 1965 in Adampan, Distrikt Mannar) ist ein sri-lankischer römisch-katholischer Geistlicher und Bischof von Mannar.

## Leben
Gnanapragasam Anthonypillai studierte Philosophie und Theologie am Priesterseminar St. Francis Xavier in Jaffna. Das Sakrament der Priesterweihe empfing er am 7. April 1994 für das Bistum Mannar.
Nach der Priesterweihe war er neben verschiedenen Aufgaben in der Pfarrseelsorge von 1996 bis 1999 persönlicher Sekretär des Bischofs. Von 2010 bis 2014 studierte er an der Fordham University in New York City und erwarb das Lizenziat in Religionspädagogik. Von 2014 bis 2018 war er Rektor des Knabenseminars des Bistums Mannar und anschließend bis 2021 Dompfarrer an der Kathedrale von Mannar. Von 2021 bis 2023 war er Pfarrer in Pesalai auf der Insel Mannar und absolvierte während dieser Zeit in Indien eine Fortbildung für die Jugendpastoral. Ab 2023 war er Rektor des Nationalheiligtums Unserer Lieben Frau vom Rosenkranz in Madhu.
Papst Franziskus ernannte ihn am 14. Dezember 2024 zum Bischof von Mannar. Sein Amtsvorgänger Fidelis Lionel Emmanuel Fernando spendete ihm am 22. Februar des folgenden Jahres auf dem Gelände der Wallfahrtskirche in Madhu die Bischofsweihe. Mitkonsekratoren waren der Erzbischof von Colombo, Albert Malcolm Kardinal Ranjith, der Bischof von Kurunegala, Harold Anthony Perera, der Apostolische Nuntius in Sri Lanka, Erzbischof Brian Udaigwe, und der Bischof von Jaffna, Justin Bernard Gnanapragasam. Die Amtseinführung in Mannar fand am folgenden Tag statt.